# Épimysium

Représentation schématique de la structure d'un muscle entouré de l'épimysium.

L'épimysium (ou périmysium externe) est la membrane recouvrant les muscles composés de fascicules musculaires.

## Structure
L'épimysium est constitué de tissu conjonctif fibreux et dense. Les fibres de collagène sont organisées en plans parallèles. 
Entre deux plans consécutifs d'épimysium, les fibres de collagène sont perpendiculaires.